# Moksonidyna
Moksonidyna – organiczny związek chemiczny aktywny biologicznie. Pod względem chemicznym jest to pochodna 2-imidazoliny połączonej z pierścieniem pirymidynowym mostkiem azotowym. Pod względem działania biologicznego jest agonistą presynaptycznych receptorów α2-adrenergicznych. Ponadto moksonidyna jest agonistą receptorów imidazolowych I1 i w małym stopniu α1-adrenergicznych. 
Moksonidyna obniża aktywność neuronów współczulnych docierających do serca i naczyń krwionośnych oraz pobudza nerw błędny. Zmniejsza opór obwodowy małych tętnic (rozszerza naczynia), nieznacznie tylko wpływając na pracę serca. Hamuje, a nawet odwraca przerost lewej komory serca, spowodowany nadmierną aktywnością układu sympatycznego. Zwiększa śmiertelność u pacjentów z objawową niewydolnością serca.

## Mechanizm działania
Moksonidyna jest selektywnym agonistą receptorów imidazolowych I1, które znajdują się w strefie presyjnej (RVLM) rdzenia przedłużonego. Receptory te regulują ciśnienie krwi w tętniczkach. Lek wiąże się również z receptorami α2-adrenergicznymi, które są sprzężone z białkiem Gi. Po związaniu agonisty z receptorem od białka Gi odłącza się podjednostka α-GTP. Następuje zahamowanie cyklazy adenylowej, obniża się poziom cAMP. Powoduje to zahamowanie uwalniania neuroprzekaźnika pobudzającego – noradrenaliny – do szczeliny synaptycznej i rozkurcz naczyń krwionośnych.

## Wskazania do stosowania
- nadciśnienie tętnicze pierwotne łagodne do umiarkowanego

## Przeciwwskazania
- nadwrażliwość na moksonidynę
- zespół chorego węzła zatokowego
- bradykardia
- blok przedsionkowo-komorowy drugiego i trzeciego stopnia
- ciężka niewydolność serca
- ciężka niewydolność wieńcowa lub niestabilna dławica piersiowa
- ciężka niewydolność wątroby
- obrzęk naczynioruchowy w wywiadzie.

## Środki ostrożności
1. Ze względu na brak doświadczeń terapeutycznych moksonidyny nie należy stosować u pacjentów z:

- - chromaniem przestankowym
  - chorobą Reynauda
  - padaczką
  - zaćmą
  - jaskrą
  - chorobą Parkinsona
  - depresją
  - oraz poniżej 18 roku życia.

1. Preparaty zawierające moksonidynę zarejestrowane w Polsce[3] zawierają laktozę – pacjenci z rzadkimi wrodzonymi zaburzeniami tolerancji galaktozy, niedoborem laktazy typu Lappa lub zaburzeniami wchłaniania glukozy-galaktozy nie powinni przyjmować tych preparatów leczniczych.
2. W leczeniu skojarzonym z β-adrenolitykiem, w przypadku konieczności odstawienia obu leków, należy najpierw odstawić β-adrenolityk, a dopiero następnie po kilku dniach moksonidynę. Zapobiega to gwałtownemu zwiększeniu ciśnienia krwi.
3. Nie zaleca się nagłego odstawienia leku ze względu na bardzo rzadką możliwość wystąpienia zwiększenia ciśnienia tętniczego krwi w wyniku efektu z odbicia. Dawkę należy zmniejszać stopniowo przez okres 2 tygodni.
4. Moksonidyny nie wolno stosować w ciąży oraz w okresie karmienia piersią ponieważ przenika do mleka matki.
5. Ze względu na możliwość wystąpienia zawrotów głowy lub uczucia zmęczenia, preparaty mogą wpływać na zdolność prowadzenia pojazdów mechanicznych i obsługę maszyn.

## Interakcje
Jednoczesne stosowanie moksonidyny oraz innych leków obniżających ciśnienie powoduje nasilenie jej działania hipotensyjnego. U pacjentów przyjmujących lorazepam, moksonidyna może nasilać zaburzenia funkcji poznawczych. Trójpierścieniowe leki przeciwdepresyjne mogą osłabiać działanie leków przeciwnaciśnieniowych działających ośrodkowo. Moksonidyna może nasilać działanie trójpierścieniowych leków przeciwdepresyjnych, leków uspokajających, alkoholu, leków nasennych.

## Działania niepożądane
- suchość w jamie ustnej
- zawroty głowy
- objawy zmęczenia
- zaburzenia snu
- uczucie ciężkich nóg
- nudności, biegunka, dyspepsja, zaparcia
- wysypka, świąd
- niedociśnienie
- zatrzymanie lub nietrzymanie moczu
- ginekomastia, impotencja, utrata libido.

## Dawkowanie
Dawka początkowa wynosi 0,2mg na dobę podana rano. Jeśli wynik leczenia jest niewystarczający, dawka może być po trzech tygodniach zwiększona do 0,4mg. Maksymalna dawka dobowa wynosi 0,6mg (podawana w 2 dawkach).
Moksonidyna może być podawana niezależnie od posiłku.

## Przedawkowanie
W kilku zgłoszonych przypadkach przedawkowania, dawki do 19,6 mg przyjęte jednorazowo nie spowodowały skutków śmiertelnych. Uwzględniając właściwości farmakodynamiczne moksonidyny spodziewać się należy u dorosłych następujących reakcji: uspokojenia, niedociśnienia tętniczego, zaburzenia ciśnienia ortostatycznego, bradykardii, uczucia suchości w ustach. W rzadkich przypadkach wystąpić mogą wymioty oraz paradoksalne podwyższenie ciśnienia tętniczego. W przypadku znacznego przedawkowania należy szczególnie zwrócić uwagę na zaburzenia przytomności oraz zaburzenia oddychania. Leczenie polega na zastosowaniu środków i zabiegów ograniczających wchłanianie, jak płukanie żołądka (krótko po spożyciu), podawaniu węgla aktywowanego i środków przeczyszczających, poza tym stosuje się leczenie objawowe.
Nieznane jest specyficzne antidotum. Poza ogólnym postępowaniem wspomagającym (płyny dożylne, katecholaminy) fentolamina może, zależnie od dawki, umożliwić zniesienie części objawów przedawkowania moksonidyny. W przypadku ciężkiej bradykardii zaleca się zastosowanie atropiny.

## Preparaty
Dostępne w Polsce preparaty:
- Moxogamma 0,2 mg – Wörwag Pharma GmbH & Co.KG – tabletki powlekane 0,2mg; 30, 50 lub 100 szt.
- Moxogamma 0,3 mg – Wörwag Pharma GmbH & Co.KG – tabletki powlekane 0,3mg; 30, 50 lub 100 szt.
- Moxogamma 0,4 mg – Wörwag Pharma GmbH & Co.KG – tabletki powlekane 0,4mg; 30, 50 lub 100 szt.
- Physiotens 0,2 – Abbott Products GmbH – tabletki powlekane 0,2mg; 28 lub 98 szt.
- Physiotens 0,3 – Solvay Pharmaceuticals GmbH – tabletki powlekane 0,3mg; 28 lub 98 szt.
- Physiotens 0,4 – Abbott Products GmbH – tabletki powlekane 0,4mg; 28 lub 98 szt.